# Golbol
O Golbol (grafia alternativa Goalball) é um desporto coletivo com bola, praticado por atletas que possuem deficiência visual. Foi inventado em 1946 pelo austríaco Hanz Lorenzen e pelo alemão Sett Reindle. O objetivo do jogo é arremessar uma bola com as mãos de modo a que a bola entre na baliza do adversário. Cada equipa deve jogar com três jogadores e três reservas, sendo obrigatório o uso de vendas nos olhos por todos os atletas.
A percepção da posição da bola é feita usando os sentidos do tato e audição. As linhas do chão são o motivo do jogo em que o tato prevalece. A bola possui guizos para uso da audição, e assim os praticantes podem saber em que direção a bola se move. É um jogo que requer muita concentração, e por isso o silêncio dos espectadores e da equipa é de extrema importância para o jogo.

## História
O Goalball foi inventado na Europa há mais de cinquenta anos, e foi criado como desporto, mas também como forma de reabilitação, por Hanz Lorenzen (austríaco) e Sett Reindle (alemão), em 1946. O Goalball, ao contrário de outras modalidades desportivas, não foi adaptado de nenhuma outra praticada por atletas sem deficiência. Foi criado com o intuito de reabilitar os veteranos da Segunda Grande Guerra Mundial que ficaram cegos, com a finalidade de desenvolver todas as suas capacidades de concentração e qualidades físicas. 
Nos jogos Paralímpicos de 1972, em Heidelberg (Alemanha), foi um dos desportos de demonstração. Esta modalidade foi introduzida nas Paralímpiadas de Toronto (Canadá) em 1976, e em 1978, na Áustria, foi realizado o I Campeonato Mundial (a partir daqui, realiza-se de 4 em 4 anos). 
Desde então a prática e o interesse por esta modalidade desportiva foi crescendo e actualmente é praticada em todos os países que estão filiados na International Blind Sports Association (IBSA).

## Regras básicas do goalball

### Campo

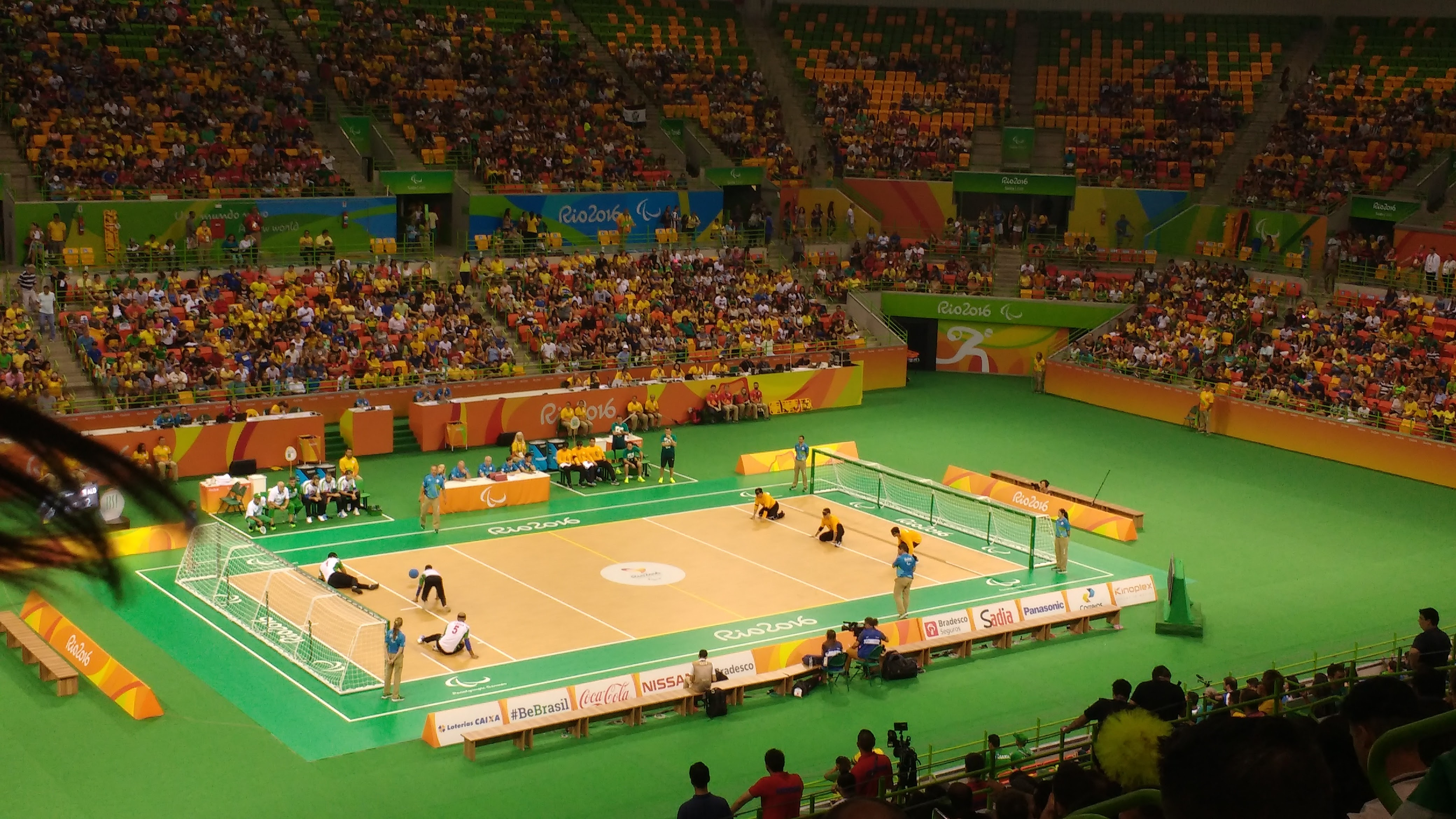
Quadra de Golbol nos Jogos Paralímpicos de 2016

O Goalball é praticado em recintos fechados. O campo (ou quadra, no Brasil) possui as mesmas dimensões do campo de voleibol, isto é, 18 metros de comprimento por 9 metros de largura, sendo que o piso pode ser de madeira polida, sintético ou outro material liso. Dos dois lados do campo estão as balizas, que ocupam a totalidade dos 9 metros da linha final. As balizas contam com 1,30m de altura. Todas as linhas do campo são marcadas em relevo, através de um cordel de aproximadamente 3mm de calibre, o qual é preso ao solo por meio de uma fita adesiva de cerca de 5cm de largura, o que faz com que os atletas, através do tacto, possam localizar-se no campo, por molde a encetar as suas acções de defesa e ataque.

#### Configurações do campo
O campo divide-se em seis rectângulos idênticos de 3 metros de comprimento por 9 metros de largura. Cada par de rectângulos consubstancia 3 áreas de dimensões idênticas: a área neutra, área de ataque ou de lançamento e a área de defesa ou de equipa.
As áreas de equipa encontram-se limitadas à retaguarda pelas linhas de baliza, onde ficam os atletas posicionados nas acções defensiva. As duas áreas de lançamento, logo a seguir às áreas de equipa são a área limite para a arealização do lançamento. A área neutra, por seu turno, compreende os dois rectângulos centrais do campo e separa as áreas de actuação destinadas a cada equipa.
O primeiro contacto da bola com o solo, após o lançamento dos jogadores, deve acontecer obrigatoriamente até a linha que separa a área de ataque da respectiva área neutra da meia-quadra de cada equipe, para que os defensores tenham tempo para ouvir e perceber a trajetória da bola lançada.
Só é permitido aos jogadores efetuarem a defesa das bolas lançadas pelos adversários com parte do corpo em contacto com esta área. Sendo esta área o principal ponto de referência para a orientação espacial dos jogadores, existem diferentes marcações (linhas tácteis) no interior diferenciando-a das demais áreas. Estas são as linhas do ala esquerdo, do pivô e do ala direito.

### Jogadores

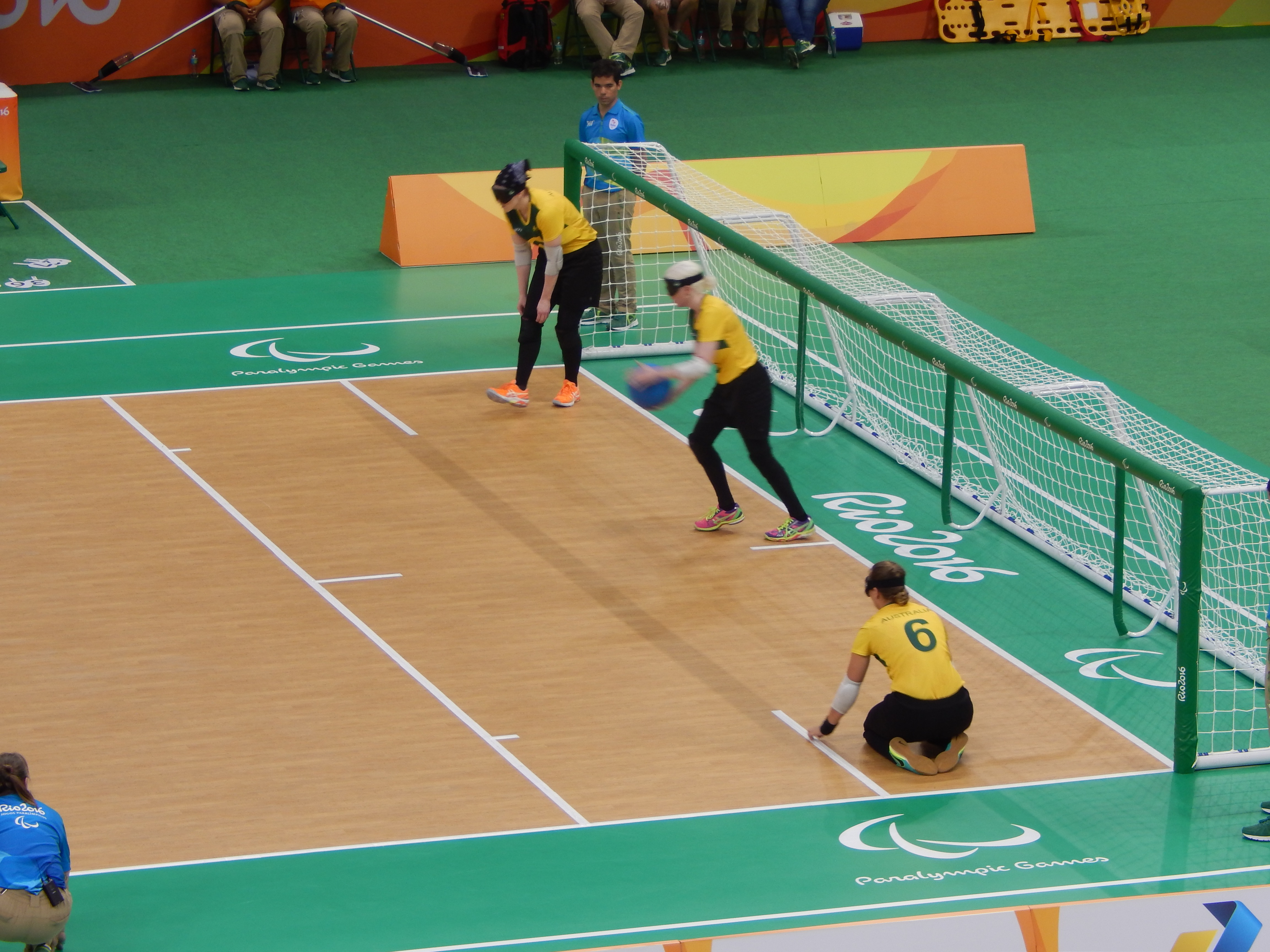
As três jogadoras titulares de um time de Golbol

Cada equipe é composta de três jogadores em quadra e até três reservas. Antigamente eram permitidas três substituições, mas com a mudança da regra que começou a valer em 2012, é permitido fazer quatro substituições, sendo que uma dessas tem que ser feita no primeiro tempo (se o técnico desejar, claro) mas caso não haja substituição no primeiro tempo, a equipe terá apenas três substituições restantes para o segundo tempo. Não se contabilizando como parte dessas três possíveis as substituições realizadas no intervalo. Ao entrarem em quadra, os atletas devem estar devidamente vendados para que não haja desigualdade de condições entre os que não enxergam e os que possuem algum resíduo visual. 
Nesta modalidade os atletas deficientes visuais das classes 1, 2 e 3, competem juntos, ou seja, do atleta completamente cego até os que possuem alguma percepção, para que não haja trapaça, eles colocam uma venda nos olhos. 
1 – Cego total: de nenhuma percepção luminosa e com incapacidade de reconhecer o formato de uma mão a qualquer distância ou direção. 
2 – Jogadores que já têm a percepção de vultos. reconhece a forma de uma mão. 
3 – Os jogadores conseguem definir imagens.

### Tempo
O jogo tem dois períodos de 10 minutos com um intervalo de 3 minutos de permeio entre esses períodos. É permitido o pedido de até quatro tempos técnicos por equipe, sendo que pelo menos um desses pedidos tem que ser feito no primeiro tempo se o (técnico com duração de quarenta e cinco segundos cada um)

### Infrações
As infrações invertem a posse de bola durante a partida. Elas são marcadas quando os jogadores não esperam a autorização do árbitro para lançar após qualquer interrupção da partida (premature throw – lançamento prematuro); tentam passar a bola para o companheiro e jogam-na para fora da quadra com o seu corpo o jogador não merece defendem a bola lançada pelo oponente, mas ela retorna à meia-quadra adversária ultrapassando a linha de centro (ball over – bola perdida); ou outras situações. 
O jogo pode ser interrompido se, entre outros casos, um jogador quiser mexer nas vendas; se a reposição de bola em jogo demorar a acontecer; se alguma das linhas do recinto precisar de ser retocada; ou se houver demasiado ruído no pavilhão. Sobre isto, é de acrescentar, que o público apenas se pode (e deve) manifestar quando há gols; em paragens por official time (tempo oficial) ou nos descontos 

### Equipamentos

#### Balizas
As balizas são feitas de material rígido, medindo 9 metros de largura por 1,30m de altura. Os respectivos postes são redondos, não excedendo os 15 centímetros de diâmetro, devendo ficar alinhados com a linha de golo e ser posicionados fora de campo.

#### Bola
É sempre lançada com as mãos, é de borracha natural, mede cerca de 24-25cm de diâmetro por 75,5-78,5cm de circunferência, pesando 1.250-+/-0.50gr, é oca, possui dois guizos no seu interior e oito orifícios (quatro no hemisfério superior e outros quatro no inferior), cada qual de aproximadamente 1 centímetro de diâmetro, para que os jogadores a possam localizar, quando se encontre em movimento.

#### Vendas
Em jogos mistos, com jogadores visuais e invisuais, usam-se vendas para impedir que os atletas entrevejam qualquer vulto ou movimento durante o jogo. Sendo, por conseguintes, obrigados a cobrir os olhos com pensos oftalmológicos e vendas por cima dos pensos, a fim de competirem em igualdade de circunstância.